# Winter

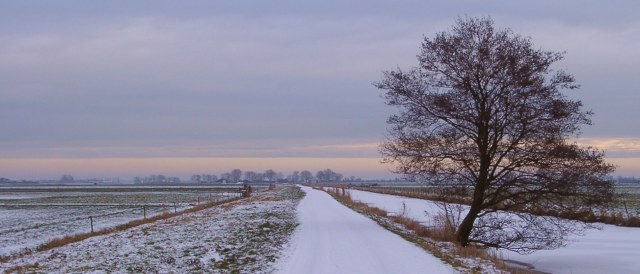
Winter met berijpte velden langs een vaart

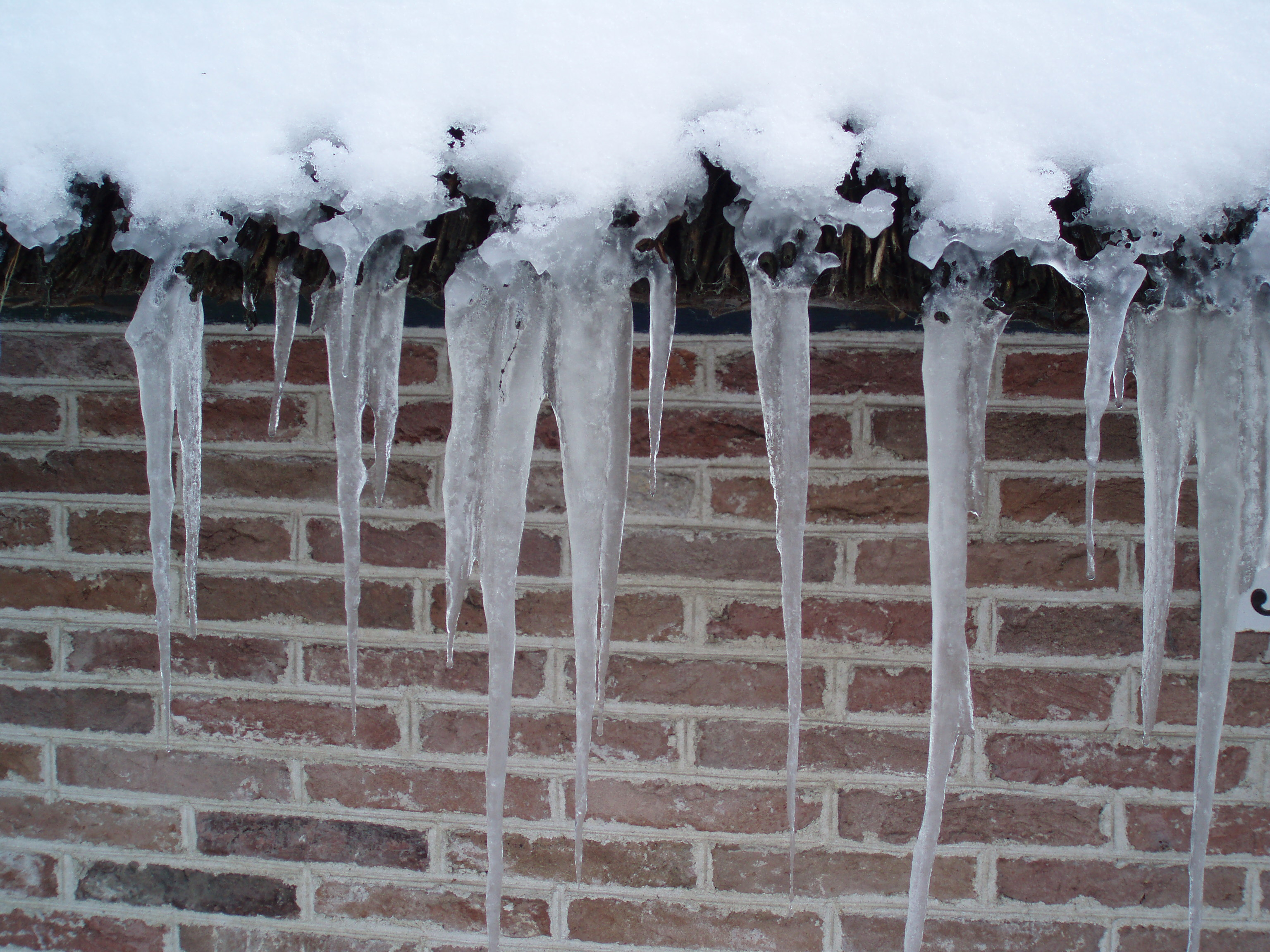
IJspegels aan een dakrand in de winter

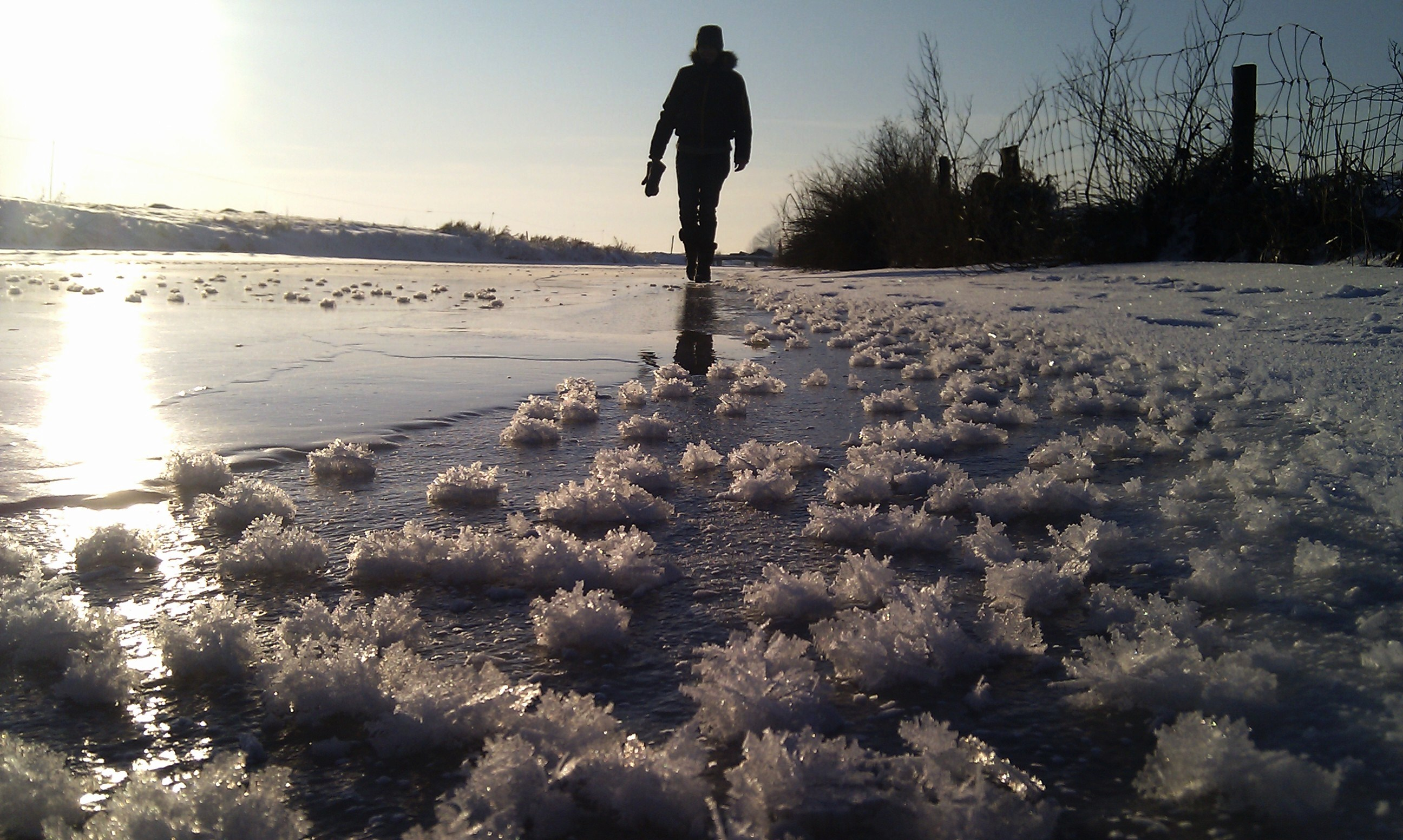
IJskristallen

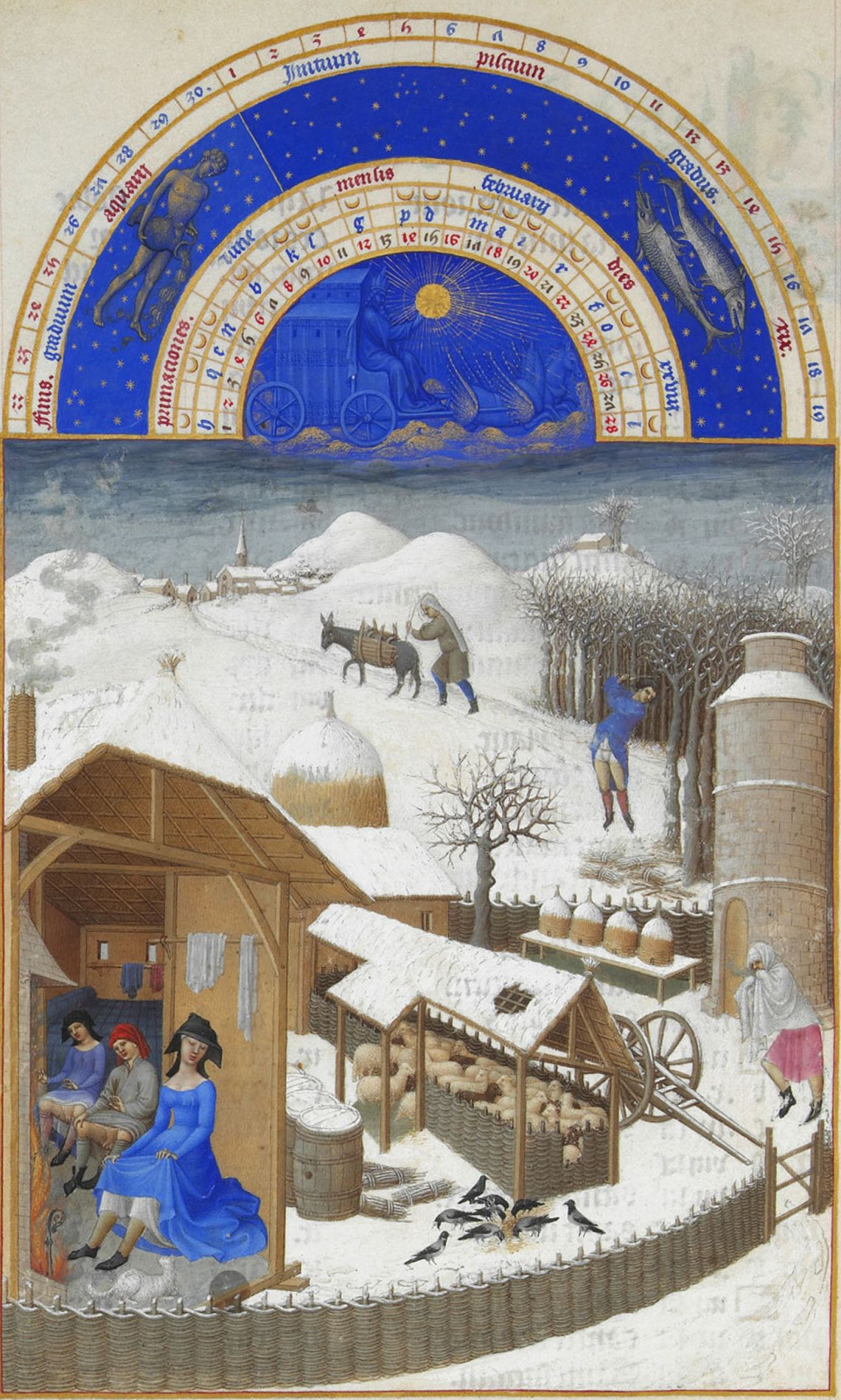
Illustratie Februari uit Les Très Riches Heures du duc de Berry, 1412-1416, Gebroeders Van Limburg, Musée Condé, Chantilly

De winter is een van de vier seizoenen in de gematigde en polaire streken. Het afwisselen van de winter met de andere seizoenen wordt veroorzaakt door de schuine stand van de aardas. In de winter staat op het noordelijk halfrond de aardas van de zon af en in de zomer juist naar de zon toe. Op het zuidelijk halfrond is dit omgekeerd, zodat de winter zich daar juist afspeelt tijdens de zomer van het noordelijk halfrond. Het meest kenmerkend aan de winter is hierdoor, behalve de in vergelijking met andere seizoenen lage temperaturen, de korte dagduur.
Een bepaalde winter kan worden aangeduid met twee opeenvolgende jaartallen, zoals 'winter 2024/2025'. Als er maar één jaartal staat dan is het het jaar waarin de winter begint.
Zoals ook met de andere seizoenen, wordt onderscheid gemaakt tussen de meteorologische en de astronomische winter.

## Oorsprong en etymologie
Oorspronkelijk deelde men in de Germaanse streken het jaar in in slechts twee (zomer en winter) en later drie (zomer, winter en lente) seizoenen. Jaren werden geteld als winters (bijvoorbeeld na zeventien winters is na zeventien jaren).
Het woord winter stamt van het Oergermaanse woord *wintruz.
Het verwante Oudhoogduitse woord uuintar, wintar of uuntar, dat door het eerste Latijns-Duitse woordenboek Abrogans:
hyems. uuintar. tempestas. unuuitari. uel frigus. edho frost.
wordt gelijkgesteld met het Latijnse woord hiems in de betekenis van onweer (unuuitari) of vrieskou (frost), doch dat tegenwoordig als winter vertaald wordt. In nauwer aan het Nederlands verwante talen dan het Latijn is het woord vetr (Oudnoors), vintrus (Gotisch), winter (Engels en Oudengels, Duits, Deens). In de Indo-Europese taalgroep is het woord winter waarschijnlijk een cognaat van water, en is de winter dus te beschouwen als het natte seizoen.

## Astronomische winter

### Bepaling
De astronomische winter begint op het noordelijk halfrond rond 21 december. De zon staat dan 's middags aan de Steenbokskeerkring loodrecht aan de hemel. De naam is afgeleid van het sterrenbeeld Steenbok dat rond midden december begint. Deze dag valt daarom ook samen met de kortste dag op het noordelijk halfrond. De astronomische winter eindigt meestal op 20 maart, soms op 21 maart, wanneer de zon 's middags aan de evenaar loodrecht aan de hemel staat (equinox). Hierna begint de lente.
Op het zuidelijk halfrond begint de astronomische winter rond 21 juni, wanneer de zon 's middags aan de Kreeftskeerkring loodrecht aan de hemel staat. De astronomische winter eindigt hier meestal op 23 september, soms op 22 september wanneer de zon 's middags aan de evenaar loodrecht aan de hemel staat.
Doordat de Aarde op 3 januari het perihelium bereikt en dan het dichtst bij de zon staat (ongeveer 147,1 miljoen km ofwel 0,983 AE), terwijl ze op 5 juli het verst van de zon af staat (ongeveer 152,1 miljoen km ofwel 1,017 AE), is de noordelijke winter minder koud en korter dan de zuidelijke winter. 

### Begin van de winter
Aanvangstijdstippen van de astronomische winter op het noordelijk halfrond tussen 2001 en 2030:
| 2001 | 21 december | 20:22 |      | 2007        | 22 december | 07:08 |             | 2013  | 21 december | 18:11       |       | 2019 | 22 december | 05:19 |  | 2025 | 21 december | 16:03 |
| 2002 | 22 december | 02:15 | 2008 | 21 december | 13:04       | 2014  | 22 december | 00:03 | 2020        | 21 december | 11:03 | 2026 | 21 december | 21:50 |  |      |             |       |
| 2003 | 22 december | 08:04 | 2009 | 21 december | 18:47       | 2015  | 22 december | 05:48 | 2021        | 21 december | 16:59 | 2027 | 22 december | 03:43 |  |      |             |       |
| 2004 | 21 december | 13:42 | 2010 | 22 december | 00:38       | 2016  | 21 december | 11:45 | 2022        | 21 december | 22:48 | 2028 | 21 december | 09:20 |  |      |             |       |
| 2005 | 21 december | 19:35 | 2011 | 22 december | 06:30       | 2017  | 21 december | 17:29 | 2023        | 22 december | 04:28 | 2029 | 21 december | 15:14 |  |      |             |       |
| 2006 | 22 december | 01:22 | 2012 | 21 december | 12:12       | 2018  | 21 december | 23:22 | 2024        | 21 december | 10:20 | 2030 | 21 december | 21:09 |  |      |             |       |

De aangegeven tijd is de Midden-Europese tijd. Op het zuidelijk halfrond begint op deze data de zomer, zie daar voor het begin van de winter op het zuidelijk halfrond.

## Meteorologische winter

### Bepaling
De meteorologische winter kan op twee verschillende manieren gedefinieerd worden.
Een vaak aangehouden definitie van de meteorologische winter is die van de maanden december, januari en februari op het noordelijk halfrond en juni, juli en augustus op het zuidelijk halfrond. Als men het heeft over de gemiddelde wintertemperatuur, dan is die berekend aan de hand van deze periode.
Een alternatieve definitie van de meteorologische winter is die van de gemiddelde luchttemperatuur op het noordelijk halfrond, respectievelijk het zuidelijke halfrond. Hiervoor neemt men de gemiddeld koudste dag van het jaar. Men trekt respectievelijk anderhalve maand eraf en erbij om het begin en het eind van de winter te berekenen. De uitkomst hiervan bepaalt dat de winter op 6 december begint en op 6 maart eindigt. Op het zuidelijke halfrond komt dit meer overeen met de data van de astronomische winter, namelijk 20 juni t/m 19 september. Dit komt doordat het zuidelijk halfrond voor een veel groter deel dan het noordelijk halfrond uit oceaan bestaat, en zeewater veel langer dan land een bepaalde temperatuur vasthoudt.

### Weerextremen meteorologische winter in België
|         | warmste    | droogste    | minste regendagen | zonnigste     |  | koudste     | natste       | meeste regendagen | somberste     |
| ------- | ---------- | ----------- | ----------------- | ------------- |  | ----------- | ------------ | ----------------- | ------------- |
| eerste  | 6,6 (2007) | 62,9 (1964) | 31 (1891)         | 316:53 (1949) |  | -2,0 (1963) | 365,9 (1995) | 74 (1916)         | 85:54 (1923)  |
| tweede  | 6,4 (2016) | 63,7 (1891) | 32 (1992)         | 257:41 (1933) |  | -1,4 (1891) | 311,5 (1910) | 73 (1937)         | 102:35 (1935) |
| derde   | 6,3 (2014) | 76,3 (1858) | 32 (1890)         | 257:12 (1930) |  | -1,4 (1845) | 308,6 (1920) | 72 (1915)         | 109:31 (1994) |
| vierde  | 6,1 (1990) | 81,7 (1934) | 34 (1838)         | 256:24 (2008) |  | -1,1 (1838) | 308,6 (2002) | 72 (1968)         | 116:18 (1944) |
| vijfde  | 5,8 (1975) | 98,1 (1838) | 35 (1880)         | 255:29 (1959) |  | -1,1 (1947) | 308,5 (1994) | 72 (1994)         | 119:40 (1915) |
| normaal | 3,6        | 220,5       | 54,8              | 180:29        |  | 3,6         | 220,5        | 54,8              | 180:29        |

## Verschillende indelingen
Niet in alle landen die op hetzelfde halfrond liggen worden precies dezelfde delen van het jaar als periodes van de winter beschouwd. In Ierland en andere landen die de Ierse kalender hanteren, wordt de periode van de winter uitsluitend bepaald aan de hand van de dagduur. De winterzonnewende die rond 21 december plaatsvindt wordt dan beschouwd als het midden van de meteorologische winter, die men laat beginnen op 1 november, een dag die bekendstaat als Samhain. Op Imbolc − een dag die overeenkomt met 1 of 2 februari − eindigt volgens de Ierse kalender de meteorologische winter en begint de meteorologische lente.
In sommige andere Europese landen wordt 11 november, de dag van het Sint Maarten-feest, als het begin van de meteorologische winter beschouwd. Men laat de meteorologische lente dan beginnen op de dag die bekendstaat als Valentijnsdag en overeenkomt met 14 februari.
In de Chinese astronomie en andere Oost-Aziatische kalenders begint de meteorologische winter op 7 november, met de Jiéqì.

## Ecologie

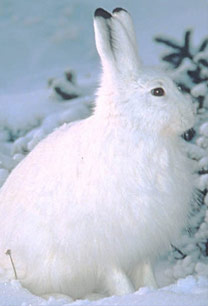
De sneeuwhaas is een van de diersoorten die in de winter wit worden.

In het dierenrijk vinden om overwintering mogelijk te maken allerlei morfologische en gedragsgerelateerde aanpassingen plaats, zoals de vogeltrek en de winterslaap waarbij de stofwisseling vermindert. Ook is er aangepaste camouflage; om onherkenbaar te blijven ondergaan sommige diersoorten zoals de alpensneeuwhoen, de poolvos, de wezel en de sneeuwhaas in de winter crypsis. Ze worden dan net als hun omgeving wit, en blijven zodoende onherkenbaar.
Eenjarige planten zijn voorbeelden van organismen die de winter nooit overleven, in tegenstelling tot vaste planten.

## Activiteiten
Onder meer de volgende activiteiten zijn strikt gebonden aan de winter:

### Sneeuw
- Bobsleeën
- Skiën
- Snowboarden
- Het rijden op een sneeuwscooter
- Het lopen op sneeuwschoenen
- Sneeuwballen maken en gooien
- sneeuwpoppen en sneeuwengelen maken
- Rodelen of sleeën

### IJs
- Curling
- IJsfietsen
- Varen met een ijsboot
- IJsklimmen
- IJsduiken
- IJshockeyen
- IJsracen
- IJssculptuur
- Schaatsen

## Psychologische neveneffecten
In meer of mindere mate is het wisselen van de seizoenen bij sommige mensen van invloed op hun gemoedstoestand. Wellicht als gevolg van het geringe aantal zonuren kan de winter een bepaald soort neerslachtigheid veroorzaken. Wanneer deze neerslachtigheid ernstige vormen aanneemt, spreekt men van een winterdepressie.

## Symboliek
In de klassieke mythologieën, volksverhalen en muziek wordt de winter op allerlei manieren symbolisch afgebeeld. In de Griekse mythologie wordt het wisselen van de seizoenen toegeschreven aan het jaarlijkse afdalen aan het begin van de herfst van Persephone, de dochter van Zeus, naar de onderwereld. In andere verhalen wordt de winter zelf voorgesteld als een persoon en/of geassocieerd met negatieve zaken, zoals de dood en het ontbreken van elke hoop. Een voorbeeld van een dergelijk verhaal is De Kronieken van Narnia: Het betoverde land achter de kleerkast van C.S. Lewis. Een van de stukken van De vier jaargetijden van Antonio Vivaldi stelt als zodanig de winter voor.

## Winter in Nederland

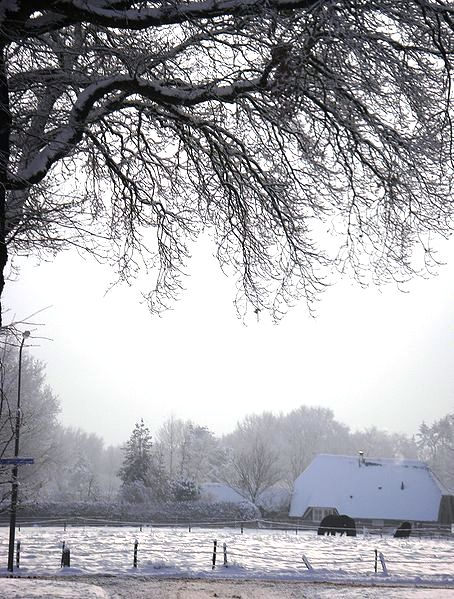
Winter in het Gelderse Wapenveld (bij Zwolle)

### Temperatuur
De gemiddelde wintertemperatuur loopt uiteen van 2,4 graden in het noordoosten tot 4,2 graden in het zuidwesten. In de oostelijke helft liggen de nachtelijke temperaturen gemiddeld enkele tienden van graden onder nul, in het westen een paar graden boven nul. Vlissingen telt in de drie wintermaanden 20 dagen met vorst tegen 42 vorstdagen in Eelde. Op 15 dagen vriest het hier matig (lager dan -5 graden) en op 5 dagen streng (lager dan -10 graden). Op 10 tot 12 dagen vriest het in het noorden en oosten de hele dag. Vlissingen telt 6 ijsdagen, maar in noordelijke richting neemt het aantal ook aan zee toe tot 9 ijsdagen in Den Helder. Het kouderecord staat op 27 januari 1942 in Winterswijk met -27.4/
Wanneer er sprake is van wintertemperaturen die ver beneden het gemiddelde liggen, dan spreekt men van een strenge winter. Om te bepalen of een winter streng, koud, normaal of zacht is, gebruikt men het koudegetal of Hellmangetal als belangrijkste maatstaf. Een koudegetal tussen 40 en 100 betekent volgens deze definitie een normale winter. Een winter met een koudegetal boven de 300 is een strenge winter, tussen 100 en 300 is abnormaal koud, terwijl een winter met een koudegetal lager dan 40 geldt als zacht tot zeer zacht.

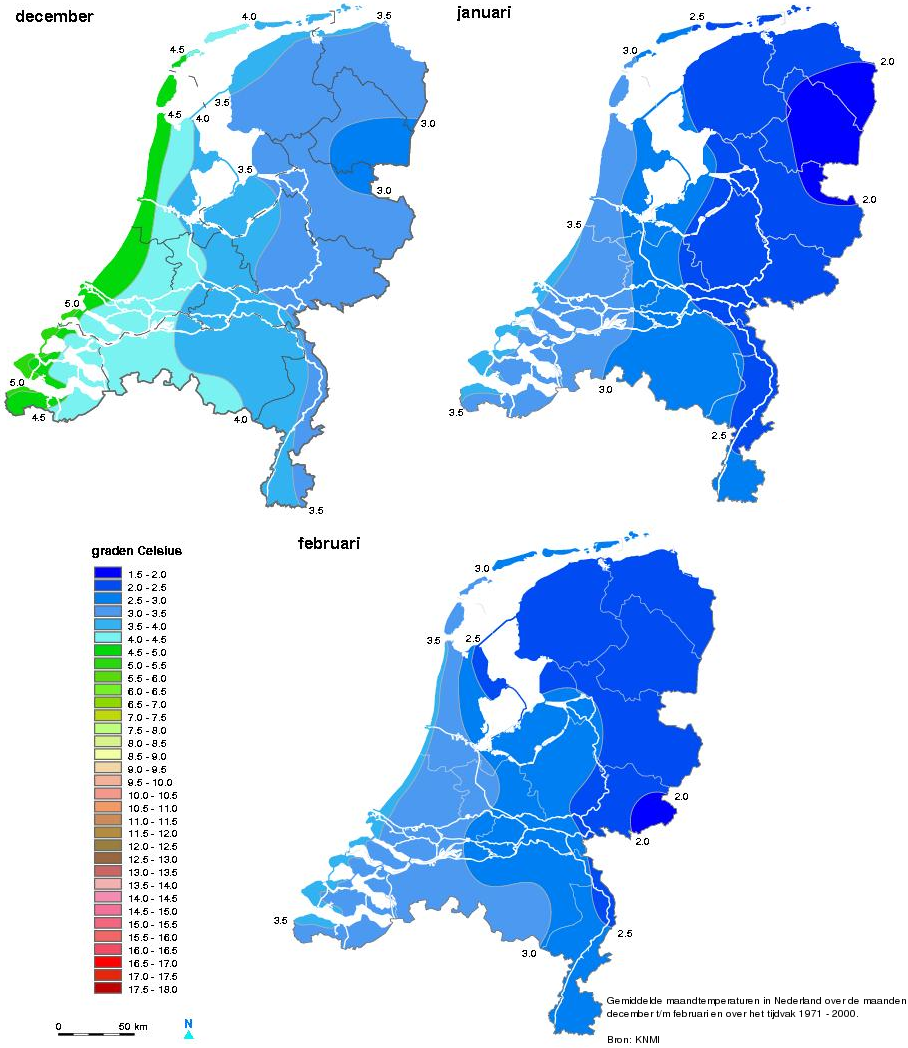
Gemiddelde maandtemperaturen in Nederland over de maanden dec. t/m feb. en over de jaren 1971-2000

### Neerslag
De winter is het seizoen met de meeste uren neerslag. In drie maanden valt er landelijk gemiddeld gedurende 195 uur regen of sneeuw tegen 114 uur in de zomer. Toch is de winter niet het natste jaargetijde. Landelijk valt er 186 mm, dat is 45 mm minder dan in het najaar. Het midden van het land, rond de Utrechtse Heuvelrug, is 's winters het natste gebied. In Beekbergen valt 243 mm. Zeeland is met ruim 160 mm in Noordgouwe (Schouwen-Duiveland) een stuk droger. De landelijke verdeling van de neerslag toont echter een grillig patroon, deels samenhangend met het reliëf. De hoogste delen van het land vangen doorgaans de meeste neerslag. Zo krijgt in Zuid-Limburg het hoger gelegen Vaals 233 mm winterneerslag, terwijl Echt in Midden-Limburg slechts 163 mm opvangt. Het aantal sneeuwdagen loopt in de winter uiteen van 13 in het zuidwesten tot 21 in het oosten.

### Stormen
De winter is ook het seizoen van de grote stormen. Landelijk gemiddeld stormt het op 1 dag, maar aan de kust staat gewoonlijk op 4 tot 6 dagen een stormachtige wind (windkracht 8), of nog hardere wind.

### Zonneschijn
De zon schijnt in drie maanden gemiddeld tussen 160 en 180 uren, het meest in het westen. Gewoonlijk laat de zon in het donkerste seizoen op 37 dagen geheel verstek gaan, terwijl de zomer landelijk maar 5 zonloze dagen telt. Op 5 dagen schijnt de zon de hele dag (meer dan 80% van de mogelijke duur) tegen 10 zeer zonnige dagen in het voorjaar.

## Geschiedenis en ontwikkeling

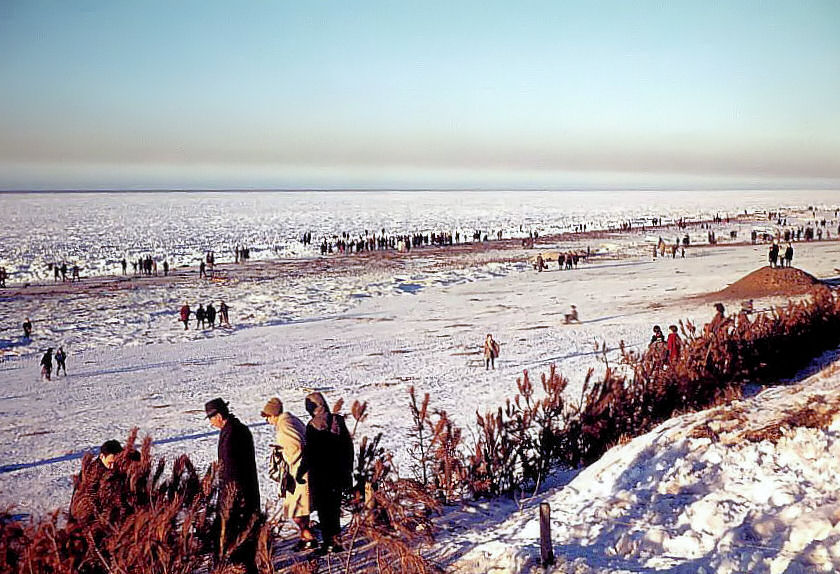
Bevroren branding in de strenge winter van 1962-1963

Van de 15e tot en met de 18e eeuw − een periode die ook wel bekendstaat als de Kleine IJstijd − kenden Nederland en veel andere delen van de wereld veel strenge winters, waardoor bijvoorbeeld in het Verenigd Koninkrijk het water van de Theems geregeld bevroor en de zogeheten Theems-vorstbeurzen konden worden gehouden. De gemiddelde wintertemperatuur is sinds het begin van de 19e eeuw echter onafgebroken gestegen met ongeveer een graad per eeuw. In het tijdvak 1940-1970 was even sprake van een kleine afkoeling, maar sinds 1970 is zowel in Nederland als de meeste andere delen van de wereld het aantal zachte winters zeer snel toegenomen terwijl het aantal koude tot strenge winters is afgenomen. Ook stijgt de gemiddelde wintertemperatuur sinds de jaren 90 van de 20e eeuw aanzienlijk sneller dan voorheen. De winters van 1990, 2007, 2014 en 2016 waren recordzacht. Niettemin is er in 2009 en 2010 twee kaar na elkaar een witte kerst geweest; sinds het begin van de meetreeksen was dit in Nederland niet eerder voorgekomen.
lente · zomer · herfst · winter